# زبان‌اسبی
زبان‌اسبی (نام علمی: Hippoglossus) نام یک سرده از تیره کفشک‌ماهیان راست‌روی است.

## گونه‌ها
- لوزی‌ماهی اطلس (کارل لینه, ۱۷۵۸) (Atlantic halibut)
- لوزی‌ماهی آرام P. J. Schmidt, ۱۹۰۴ (Pacific halibut)